# Ján Sekáč
Ján Sekáč (Búrszentpéter, 1767. május 15. – Sasvár, 1818. október 30.) szlovák barokk író, költő.
Katolikus teológiát tanult Pozsonyban, 1791-ben szentelték pappá. 1792-ben Nagyúnyban dolgozott lelkészként, majd 1796-tól Egbellben és 1807-től 1818-ig Sasváron.
Az 1800-ban megjelent Laskavé karhání smíšno-pochabých svetských mravúv, szerzője. A gyűjtemény kiemelkedő történeteket és anekdotákat tartalmazott a fontos történelmi eseményekről, egyszerű és nemes emberekről, szerzetesekről és papokról. Vicces történeteket, novellákat a társadalom különféle rétegeinek életéből merített. A rövid történetekben a folklór elemeit is felhasználta, a legendákat és az Ezópusz-i mesék hagyományait is.

## Művei
- Laskavé karhání smíšno-pochabých svetských mravúv, didakticko-reflexívny mravoučný zborník poloľudových básní (1800)
- Rapsódia o francúzkéj vojne a revolúcii (Rapszódia a francia háborúról és a forradalomról)

## Fordítás
- Ez a szócikk részben vagy egészben  a   Ján Sekáč című szlovák Wikipédia-szócikk ezen változatának fordításán alapul.  Az eredeti cikk szerkesztőit annak laptörténete sorolja fel. Ez a jelzés csupán a megfogalmazás eredetét és a szerzői jogokat jelzi, nem szolgál a cikkben szereplő információk forrásmegjelöléseként.